# 小行星1804
小行星1804（1804 Chebotarev）是一颗绕太阳运转的小行星，为主小行星带小行星。该小行星于1967年4月6日发现。
該小行星以俄羅斯天文學家格列布·阿列克桑德羅維奇·切博塔廖夫（Gleb Aleksandrovich Chebotarev）命名。

## 轨道参数
小行星1804的轨道半长轴为2.4106257 UA，离心率为0.022。